# Ратдольт, Эрхард
Эрхард Ратдольт (нем. Erhard Ratdolt, 1447—1528) — немецкий книгоиздатель.
Родился в Аугсбурге. В 1475 году основал в Венеции знаменитую типографию, где выпустил первое печатное издание Начал Евклида в 1482 году, впервые успешно решив проблему репродукции математических диаграмм. Ратдольт изобрёл способ печатать геометрические фигуры таким же образом, как и буквы; но этот способ не вошёл в общее употребление, так как был вытеснен применением к той же цели резьбы на дереве. Ему принадлежит также первое употребление в печати золотого шрифта. В 1486 году Ратдольт вернулся на родину в Аугсбург.
В 1474 году изготовил астрономический «Календарь» (Kalendarius) Региомонтана, а в 1490 году издал его же «Таблицу направлений» (Opus tabularum directionum profectionumque). В Венеции в 1482 году Ратдольт впервые издал в печатном виде сочинение жившего при императоре Августе римского землемера Гигина «Поэтическая Астрономия», перепечатанное им затем несколько раз в Аугсбурге (в частности, в 1485 году вышло раскрашенное вручную издание), а также Haly Abenragel (1485), Alchabitius (1503) и Историю Рима Аппиана.
Биографию Ратдольта см. в «Allgem. deutsche Biogr.» (XXVII, стр. 841—343)